# So Far Gone
Albums de Drake
Comeback Season
(2007) Thank Me Later
(2010)
Singles
1. Best I Ever Had
Sortie : 16 juin 2009
2. Successful
Sortie : 21 août 2009

So Far Gone est le premier EP du rappeur canadien Drake sorti le 15 septembre 2009, initialement publié comme une mixtape le 13 février 2009. Il ne comporte que cinq chansons de la mixtape, et deux nouvelles chansons. Les apparitions présentent sur l'EP sont Trey Songz, Lil Wayne, Bun B et Young Jeezy. Deux singles sont issus de cette EP : Best I Ever Had et Successful. En avril 2010, l'EP remporte l'enregistrement rap de l'année aux Juno Awards 2010.

## Liste des pistes
| No | Titre                                             | Producteur(s)            | Durée |
| -- | ------------------------------------------------- | ------------------------ | ----- |
| 1. | Houstatlantavegas                                 | Noah « 40 » Shebib       | 4:50  |
| 2. | Successful (featuring Trey Songz et Lil Wayne)    | Noah « 40 » Shebib       | 5:51  |
| 3. | Best I Ever Had                                   | Boi-1da                  | 4:17  |
| 4. | Uptown (featuring Bun B et Lil Wayne)             | Boi-1da, Arthur McArthur | 6:21  |
| 5. | I'm Goin' In (featuring Lil Wayne et Young Jeezy) | Needlz                   | 3:45  |
| 6. | The Calm                                          | Noah « 40 » Shebib       | 4:06  |
| 7. | Fear                                              | DJ Khalil                | 4:40  |

- Best I Ever Had est un sample de Fallin' in Love par Hamilton, Joe Frank & Reynolds
- Uptown est un sample de Uptown Girl par Billy Joel

## Classement
| Classement (2009)                   | Meilleure position |
| ----------------------------------- | ------------------ |
| Canada (Top 100)                    | 15                 |
| États-Unis (Billboard 200)          | 6                  |
| États-Unis (Top R&B/Hip-Hop Albums) | 2                  |
| États-Unis (Top Rap Albums)         | 1                  |